# Y-O Ranch
Y-O Ranch è un census-designated place degli Stati Uniti d'America, situato nella Contea di Platte nello stato del Wyoming. Nel censimento del 2000 la popolazione era di 242 abitanti.

## Geografia fisica
Secondo i rilevamenti dell'United States Census Bureau, la località di Y-O Ranch si estende su una superficie di 6,3 km², tutti occupati da terre.

## Popolazione
Secondo il censimento del 2000, a Y-O Ranch vivevano 242 persone, ed erano presenti 66 gruppi familiari. La densità di popolazione era di 38,4 ab./km². Nel territorio comunale si trovavano 86 unità edificate. Per quanto riguarda la composizione etnica degli abitanti, il 96,69% era bianco e il 3,31% apparteneva ad altre razze. La popolazione di origine ispanica corrispondeva al 5,79% degli abitanti.
Per quanto riguarda la suddivisione della popolazione in fasce d'età, il 32,2% era al di sotto dei 18, il 7,4% fra i 18 e i 24, il 33,1% fra i 25 e i 44, il 21,5% fra i 45 e i 64, mentre infine il 5,8% era al di sopra dei 65 anni di età. L'età media della popolazione era di 30 anni. Per ogni 100 donne residenti vivevano 96,7 uomini.